# McLaren MP4-30
Der McLaren MP4-30 war der Formel-1-Rennwagen von McLaren-Honda für die Formel-1-Weltmeisterschaft 2015. Er war der 43. McLaren-Formel-1-Wagen. Das Fahrzeug wurde am 29. Januar 2015 in Woking vorgestellt, die Präsentation wurde live im Internet übertragen.

## Technik und Entwicklung

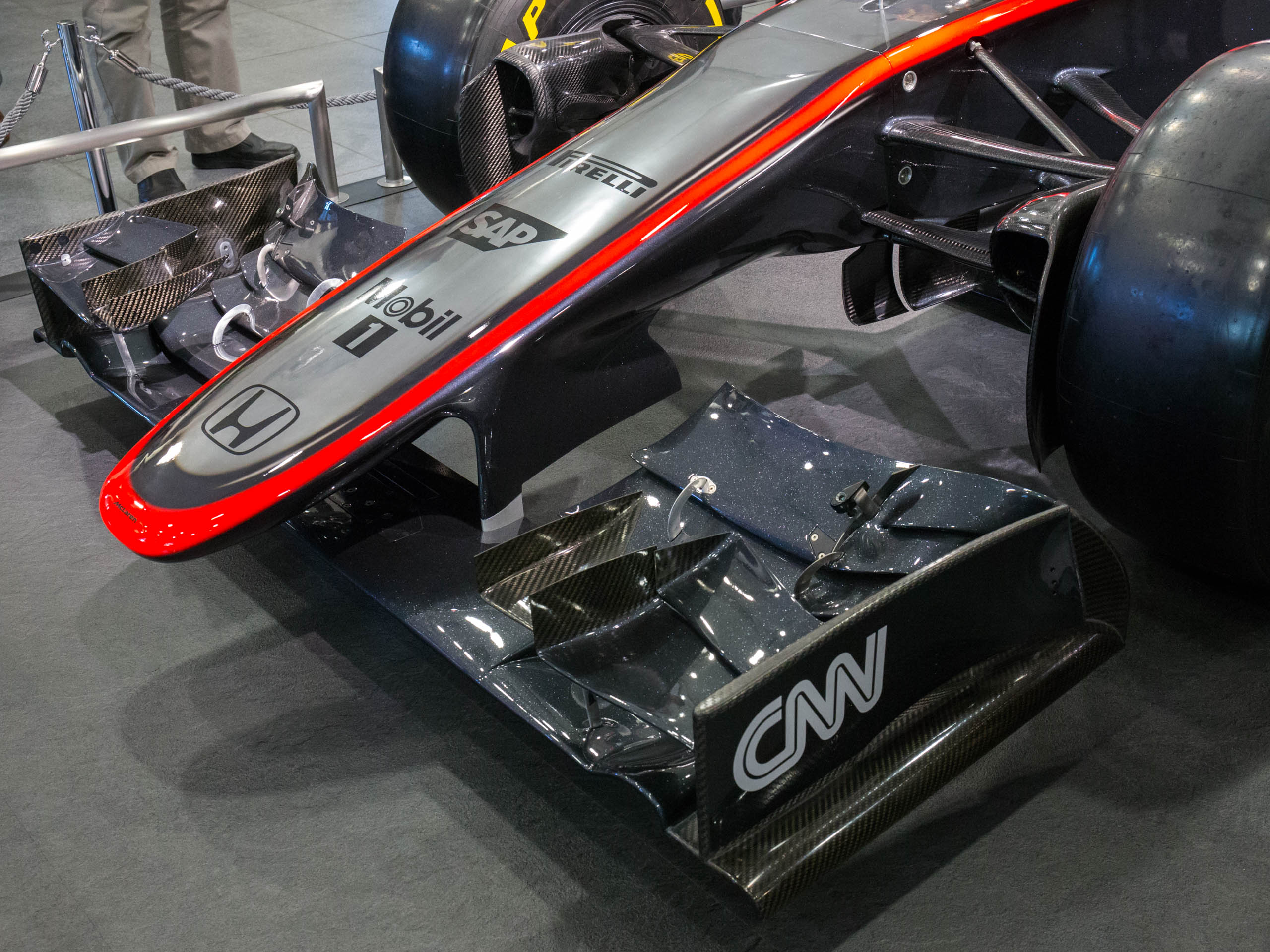
Nase und Frontflügel des MP4-30

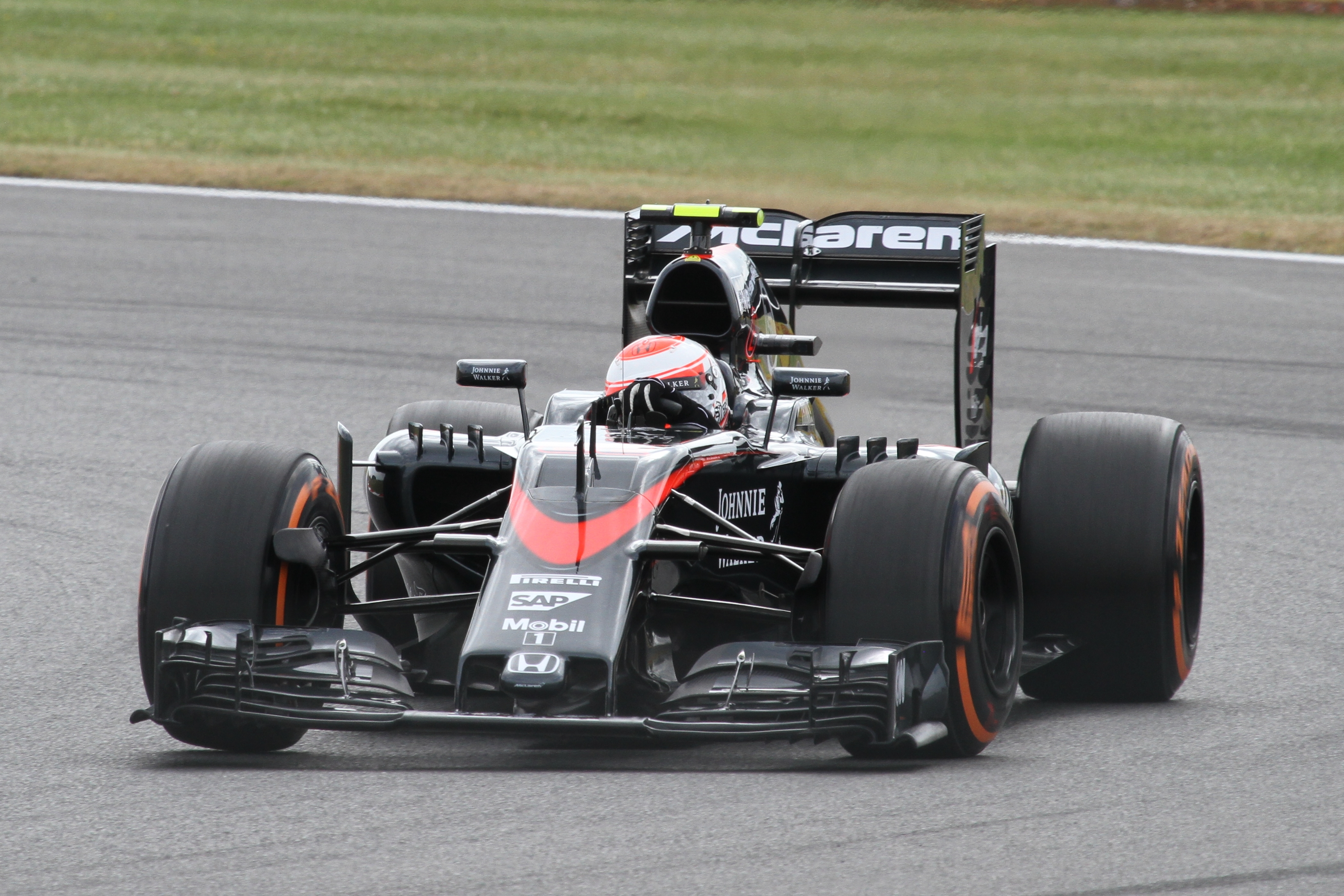
Button beim Großen Preis von Großbritannien mit der aerodynamisch überarbeiteten Version des MP4-30

Der MP4-30 war das Nachfolgemodell des MP4-29. Angetrieben wurde der MP4-30 vom Honda RA615H, einem neuentwickelten 1,6-Liter-V6-Motor von Honda mit einem Turbolader. Er war der erste McLaren-Formel-1-Rennwagen nach dem Ende der von 1995 bis 2014 bestehenden Partnerschaft mit Mercedes, und der achte McLaren-Formel-1-Rennwagen mit einem Honda-Motor.
Obwohl es sich bei dem Fahrzeug um eine Weiterentwicklung des Vorjahreswagens handelte, unterschied es sich wegen der geänderten Regeln für die Formel-1-Saison 2015 äußerlich vom Vorgängermodell, da die Bestimmungen über die Fahrzeugnase verändert wurden. Die Nase ragte hierbei sehr weit über den Frontflügel nach vorne, die Halterung für die Onboard-Kamera war der des Mercedes F1 W05 Hybrid nachempfunden. Auch im Heck gab es Veränderungen, da der Honda-Motor kompakter war, als der im Vorjahr verwendete Mercedes-Benz PU106A Hybrid. Besonders im Bereich des Getriebes, das McLaren selbst entwickelt und gebaut hatte, wurde das Fahrzeug sehr schmal gehalten.
Der Lufteinlass über dem Cockpit war durch eine horizontale Strebe zweigeteilt, zwei weitere Lufteinlässe befanden sich direkt darunter. Sämtliche Kühler waren sehr weit vorne in den Seitenkästen angebracht, so dass diese sehr kurz waren.
Die Entwicklung des MP4-30 begann 2014 zunächst mit dem McLaren MP4-29H/1X1, einer modifizierten Version des MP4-29. McLaren nutzte dabei die Möglichkeit von Promotional Events, stark reglementierte Filmtage mit maximal 100 Fahrkilometern, um den neuen Antriebsstrang erstmals im Fahrbetrieb testen zu können. Außerdem bestritt McLaren mit dem MP4-29H/1X1 die offiziellen Testfahrten nach dem Großen Preis von Abu Dhabi 2014 auf dem Yas Marina Circuit, das Fahrzeug konnte aufgrund von diversen technischen Problemen an beiden Testtagen zusammen jedoch nur rund 27 Kilometer fahren.
Als erstes Fahrzeug für die Saison 2015 bestand der McLaren MP4-30 bereits Mitte Dezember 2014 alle der erforderlichen Crashtests.
Beim Großen Preis von Österreich brachte McLaren ein Fahrzeug mit komplett überarbeiteter Aerodynamik an den Start. Die Nase dieser Version war kürzer, der Frontflügel neu und Fahrzeugboden sowie Diffusor modifiziert.

## Lackierung und Sponsoring

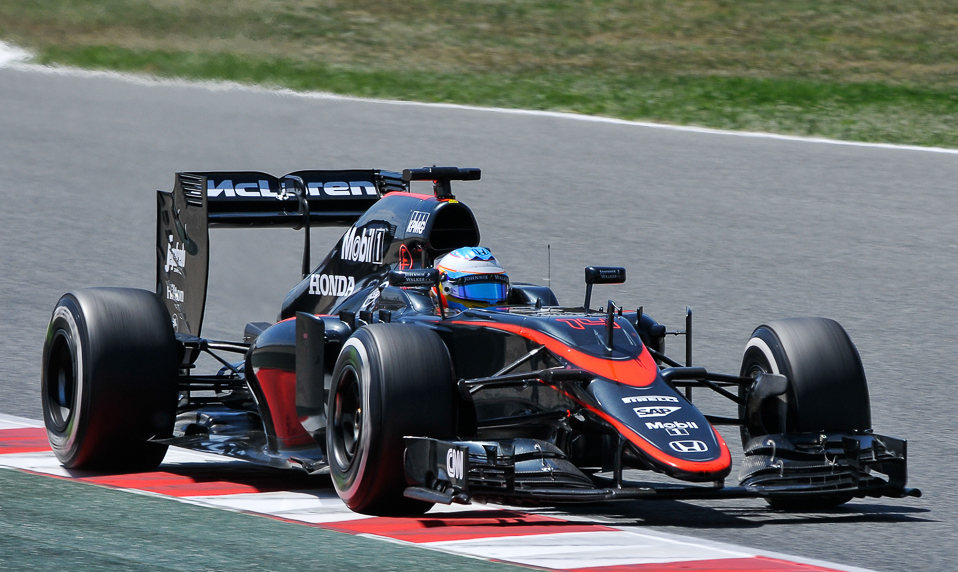
Fernando Alonso im MP4-30 mit der neuen Lackierung beim Großen Preis von Spanien

Der MP4-30 war zu Saisonbeginn schwarz-chromfarben lackiert. Die Fahrzeugfront wurde von einem roten Streifen umschlossen, der sich nach hinten über die ebenfalls in Rot lackierten Seitenspiegeln bis zur Motorabdeckung erstreckte.
Ab dem Großen Preis von Spanien entfiel die chromfarbene Lackierung, der MP4-30 war nun nur noch in Schwarz und Rot lackiert.
Große Teile des Wagens, darunter die Seitenkästen, waren ohne Sponsorenaufkleber. Auf der Motorenabdeckung warb der Schmiermittellieferant des Teams, ExxonMobil, für seine Marke Mobil 1. Diageo warb für seine Marke Johnnie Walker auf dem Fahrzeug, zudem waren Aufkleber von CNN, Motorenlieferant Honda, Pirelli, SAP und Segafredo Zanetti auf dem Wagen zu finden.

## Fahrer
Als Fahrer bestätigt wurden Jenson Button und Fernando Alonso. Button bestritt damit seine sechste Saison in Folge bei McLaren, Alonso kehrte nach fünf Jahren bei Ferrari zum Team zurück. Kevin Magnussen, der in der Vorsaison sein Formel-1-Debüt als Stammfahrer des Teams gab, war Ersatz- und Testfahrer, letzteres gemeinsam mit Stoffel Vandoorne. Magnussen kam beim Großen Preis von Australien zum Einsatz, da Alonso infolge eines Unfalls bei Testfahrten pausieren musste.

## Ergebnisse
| Fahrer                          | Nr.                             | 1   | 2   | 3  | 4   | 5   | 6   | 7   | 8   | 9   | 10 | 11 | 12  | 13  | 14 | 15 | 16 | 17  | 18 | 19 | Punkte | Rang |
| ------------------------------- | ------------------------------- | --- | --- | -- | --- | --- | --- | --- | --- | --- | -- | -- | --- | --- | -- | -- | -- | --- | -- | -- | ------ | ---- |
| Formel-1-Weltmeisterschaft 2015 | Formel-1-Weltmeisterschaft 2015 |     |     |    |     |     |     |     |     |     |    |    |     |     |    |    |    |     |    |    | 27     | 9.   |
| F. Alonso                       | 14                              | INJ | DNF | 12 | 11  | DNF | DNF | DNF | DNF | 10  | 5  | 13 | 18* | DNF | 11 | 11 | 11 | DNF | 15 | 17 | 27     | 9.   |
| K. Magnussen                    | 20                              | DNS |     |    |     |     |     |     |     |     |    |    |     |     |    |    |    |     |    |    | 27     | 9.   |
| J. Button                       | 22                              | 11  | DNF | 14 | DNS | 16  | 8   | DNF | DNF | DNF | 9  | 14 | 14  | DNF | 16 | 9  | 6  | 14  | 14 | 12 | 27     | 9.   |

| Legende  | Legende            | Legende                                                          |
| Farbe    | Abkürzung          | Bedeutung                                                        |
| -------- | ------------------ | ---------------------------------------------------------------- |
| Gold     | –                  | Sieg                                                             |
| Silber   | –                  | 2. Platz                                                         |
| Bronze   | –                  | 3. Platz                                                         |
| Grün     | –                  | Platzierung in den Punkten                                       |
| Blau     | –                  | Klassifiziert außerhalb der Punkteränge                          |
| Violett  | DNF                | Rennen nicht beendet (did not finish)                            |
| Violett  | NC                 | nicht klassifiziert (not classified)                             |
| Rot      | DNQ                | nicht qualifiziert (did not qualify)                             |
| Rot      | DNPQ               | in Vorqualifikation gescheitert (did not pre-qualify)            |
| Schwarz  | DSQ                | disqualifiziert (disqualified)                                   |
| Weiß     | DNS                | nicht am Start (did not start)                                   |
| Weiß     | WD                 | zurückgezogen (withdrawn)                                        |
| Hellblau | PO                 | nur am Training teilgenommen (practiced only)                    |
| Hellblau | TD                 | Freitags-Testfahrer (test driver)                                |
| ohne     | DNP                | nicht am Training teilgenommen (did not practice)                |
| ohne     | INJ                | verletzt oder krank (injured)                                    |
| ohne     | EX                 | ausgeschlossen (excluded)                                        |
| ohne     | DNA                | nicht erschienen (did not arrive)                                |
| ohne     | C                  | Rennen abgesagt (cancelled)                                      |
| ohne     | keine WM-Teilnahme |                                                                  |
| sonstige | P/fett             | Pole-Position                                                    |
| sonstige | 1/2/3/4/5/6/7/8    | Punktplatzierung im Sprint-/Qualifikationsrennen                 |
| sonstige | SR/kursiv          | Schnellste Rennrunde                                             |
| sonstige | *                  | nicht im Ziel, aufgrund der zurückgelegten Distanz aber gewertet |
| sonstige | ()                 | Streichresultate                                                 |
| sonstige | unterstrichen      | Führender in der Gesamtwertung                                   |